# Tõnu Õnnepalu
Tõnu Õnnepalu (Tallinn, 13 september 1962) is een Estische schrijver en vertaler. Hij schrijft ook onder de pseudoniemen Emil Tode en Anton Nigov.

## Leven
Tõnu Õnnepalu studeerde van 1980 tot 1985 biologie aan de Universiteit van Tartu. Tot 1987 was hij leraar, daarna referent in het Estische ministerie van Buitenlandse Zaken. Vanaf 1988 is hij schrijver van beroep en ook vertaler Frans. In 1989-1990 was hij redacteur bij het cultuurtijdschrift Vikerkaar. 

## Werken
Na eerst drie gedichtenbundels te hebben gepubliceerd, brak Tõnu Õnnepalu onder het pseudoniem Emil Tode door met de roman Piiririik (1993, Nederlandse vertaling Grensgebied, 1996). Hierin heeft een jonge intellectueel uit Oost-Europa een beurs gekregen voor Parijs. Hier en in Amsterdam, dat hij ook bezoekt, merkt hij de verschillen tussen Oost en West. Er blijkt, ook na het vallen van de Berlijnse Muur, nog steeds een mentale grens te bestaan tussen Oost- en West-Europa. Ook homoseksualiteit, de dood en decadentie zijn thema's in deze roman, die bestaat uit brieven die niet verstuurd zijn. 
In zijn tweede roman Hind uit 1995 vlucht een medewerker van het Estische ministerie van Buitenlandse Zaken naar Spanje en Portugal. Het thema van de homoseksualiteit komt in dit boek sterk naar voren.
Printsess (1997) speelt zich voornamelijk af in een pension in Beieren en heeft als thema's God, liefde en dood.
Harjutused (2002), geschreven onder het pseudoniem Anton Nigov, is autobiografisch en speelt zich af in Parijs. In dit werk haalt de schrijver veel collega-schrijvers aan.
Parijs is ook een belangrijke locatie in Raadio (2002), geschreven onder het pseudoniem Emil Tode. Veel passages uit het Frans, Duits en Russisch worden hierin aangehaald.
In 2009 verscheen Paradiis, gevolgd door Mandala (2012), dat gaat over een eenzame man en zijn twee katten.
Zijn gedicht Inquiétude du fini is op muziek gezet door Erkki-Sven Tüür.

### Romans
- 1993 Piiririik, uitg. Tuum, Tallinn, 186 p. Onder pseudoniem Emil Tode. Nederlandse vertaling: "Grensgebied", 1997 door Marianne Vogel en Cornelius Hasselblatt, Amsterdam: Meulenhoff, 140 p.
- 1995 Hind, uitg. Tuum, Tallinn, 206 p.
- 1997 Printsess, uitg. Täht, Tallinn, 137 p. Onder pseudoniem Emil Tode.
- 2002 Raadio, uitg. Eesti Keele Sihtasutus, Tallinn, 446 p. Onder pseudoniem Emil Tode.
- 2009 Paradiis, uitg. Varrak, Tallinn, 192 p.
- 2012 Mandala, uitg. Varrak, Tallinn, 243 p.
- 2017 Valede kataloog. Inglise aed, uitg. Eesti Keele Sihtasutus, 392 p.

### Gedichtenbundels
- 1985 Jõeäärne maja, uitg. Eesti Raamat, Tallinn, 47 p.
- 1988 Ithaka, uitg. Eesti Raamat, Tallinn, 81 p.
- 1990 Sel maal, uitg. Eesti Raamat, Tallinn, 54 p.
- 1996 Mõõt, uitg. abraxas, Tuum, Tallinn, 64 p. Onder pseudoniem Emil Tode.
- 2005 Enne heinaaega ja hiljem, uitg. Eesti Keele Sihtasutus, Tallinn, 310 p.
- 2009 Kevad ja suvi ja, uitg. Varrak, Tallinn, 189 p.
- 2012 Kuidas on elada, uitg. Varrak, Tallinn, 98 p.
- 2016 Klaasveranda, uitg. Varrak, Tallinn, 112 p.

### Essayverzamelingen
- 2011 Ainus armastus, uitg. Varrak, Tallinn, 355 p.
- 2015 Lõpetuse ingel : märkmeid sügissaarelt
- 2019 Lõpmatus, uitg. Eesti Keele Sihtasutus, Tallinn, 264 p.

### Dag- en reisboeken
- 2002 Harjutused, uitg. Eesti Keele Sihtasutus, Tallinn, 310 p. Onder pseudoniem Anton Nigov.
- 2008 Flandria päevik, uitg. Varrak, Tallinn, 338 p.
- 2019 Pariis (Kakskümmend viis aastat hiljem), uitg. Eesti Keele Sihtasutus, Tallinn, 176 p.
- 2020 Aaker, uitg. Eesti Keele Sihtasutus, Tallinn, 389 p.